# Atka-Eiskuppel
Atka-Eiskuppel är en bergstopp i Antarktis. Den ligger i Östantarktis. Norge gör anspråk på området. Toppen på Atka-Eiskuppel är 21 meter över havet.
Terrängen runt Atka-Eiskuppel är mycket platt. Havet är nära Atka-Eiskuppel norrut. Trakten är glest befolkad. Närmaste befolkade plats är Neumayer Station, 16,3 kilometer väster om Atka-Eiskuppel.